# Eduardo Ferrer Comas
Eduard Ferrer Comas fue un artista español, del ámbito calalán del siglo XX, que cultivó principalmente los géneros del paisaje, la figura y el bodegón. Residió principalmente en la ciudad de Barcelona, donde se enmarca la mayor parte de su obra. Desde 1918 en adelante tomó parte en las Exposiciones de Bellas Artes y de Primavera de Barcelona, hecho que le permitió iniciar su trayectoria como pintor.

## Biografía
Eduardo Federico Guillermo fue hijo María Comas Cerdá y del médico Carlos Ferrer Mitagna y, naturales de Barcelona y Hospitalet respectivamente. Nació en Barcelona el 1 de abril de 1892 y fue el quinto de seis hermanos. Según diferentes fuentes de información, falleció el 13 de marzo de 1978 en su ciudad natal por causas naturales. Un día después, se celebró una misa en Sant Ramon de Penyafort, tras la cual su cuerpo fue trasladado al Cementiri de l’Est (Cementiri de Poblenou). 
En algún momento entre 1908 y 1915, se casó con Carme Furnells, de origen barcelonés. El matrimonio tuvo dos hijos, Robert y Marta Ferrer Furnells, que llegado el momento se casaron dando continuidad al apellido del pintor. Marta trabajó como artesana y su marido fue el conocido decorador catalán Valeri Corberó i Trepat (enlace roto disponible en Internet Archive; véase el historial, la primera versión y la última)., que provenía de una familia de artistas.

## Formación
Ferrer Comas no acudió a la Llotja de Barcelona, academia en que los artistas del momento acostumbraban aprender y mejorar su técnica. En lugar de eso, se formó en diferentes talleres privados de París, donde vivió durante sus años de juventud. Allí, residió en el barrio de Montparnasse, núcleo de la vida intelectual y artística del París de la época. Es importante tener en cuenta que artistas del mundo entero se reunían en este distrito para crecer artísticamente en la atmósfera creativa del lugar. Este pintor compartió su experiencia parisina con uno de sus más íntimos amigos, Josep Plagà, quien además practicaba la escultura.
Montparnasse era una comunidad abierta a todo tipo de artistas, así pues los nuevos miembros eran acogidos sin reservas por aquellos que ya pertenecían a la comunidad. Fue durante sus años de formación cuando Ferrer Comas tuvo contacto con personalidades del mundo del arte, principalmente de origen catalán, que frecuentaban o residían en el barrio de Montparnasse. Tuvo la oportunidad de conocer a Josep Maria Sert, artista de fama mundial y maestro de su amigo Miquel Massot Tetas. Además, mantuvo relación también con Claudio Castelucho, pintor y escultor que en su momento fue profesor en la Académie de la Grande Chaumière.
Una vez que hubo pasado su época parisina, regresó a su ciudad de origen y se estableció allí. Aun así, fue un pintor que viajó mucho alrededor de Europa para adquirir nuevos conocimientos. Entre los destinos que visitó se pueden destacar Alemania, Rusia e Italia, donde pudo observar y aprender de los clásicos. 

## Profesión
Eduard Ferrer Comas querría haber sido pintor de profesión pero al regresar de París, su padre le convenció para que estudiara la carrera de medicina. Así, en el año 1919 se matriculó en la Universidad de Barcelona y tres años después se graduó. A partir de este momento, combinó su profesión con su faceta artística a pesar de que su producción disminuyó considerablemente. Su obra se enmarca entre 1916 y la década de los cuarenta, tras la cual se le empieza a perder la pista.
Este pintor fue suficientemente reconocido en su tiempo, tal y como se puede comprobar a partir de las exposiciones en las que participó y los concursos que ganó. Es mencionado en algunos artículos de La Vanguardia junto con otros pintores y artistas del momento pero no se encuentran un gran número de referencias a su persona en general.

## Círculo social
Eduard Ferrer Comas estuvo vinculado al Real Centro Artístico de Barcelona, un espacio fundado en 1881 por un grupo de pintores de Barcelona que deseaban crear un lugar para fomentar la vida cultural de la ciudad. Esta entidad tuvo un protagonismo muy destacado en la vida social y artística de la ciudad Condal, en especial durante los últimos años del siglo XIX y las primeras décadas del XX. El pintor participó en varios de sus actos sociales, sobre todo en exposiciones.
A partir de la vinculación del pintor a esta institución, podríamos deducir que era de ideología más bien progresista, ya que fue en la sede del Círculo Artístico de Barcelona donde se desarrolló buena parte del modernismo catalán, que se caracterizaba por su humor anticlerical. La existencia de el Retrat de Alexandre Ribó (1920) y el Retrat de Lola Anglada (1924), confirman que este pintor se relacionó con personajes reconocidos de su época. Por un lado, el pianista Alexandre Josep Ribó Vall (a quien pudo haber conocido a través del Círculo Artístico) fue muy conocido tanto en Cataluña como en Francia y, por el otro, Lola Anglada se recuerda como una escritora e ilustradora destacada. Otro artista con el que tuvo contacto fue Ramón Borrell Pla (enlace roto disponible en Internet Archive; véase el historial, la primera versión y la última)., pintor y grabador.

## Exposiciones y venta de obras
En el año 1917, Eduard Ferrer tomó parte en “La Bolsa de las Artes” donde fue presentado por el Círculo Artístico y admitido en l’Exposició Nacional de Belles Arts de ese mismo año. Un año después, el Círculo Artístico adjudicó a la obra “L’estudi (desnú) nombre 86” con 500 pesetas y en 1919, cuando la institución previo la compra de una finca en les Corts Catalanes 642, el pintor ganó un concurso que premiaba las mejores academias con salas de dibujo al natural. A partir de ese momento participó de manera reiterada en las Exposiciones de Arte de Cataluña.
Otro de los acontecimientos sociales en que participó Ferrer Comas fue la Exposición Universal que se celebró en Barcelona en el año 1929. A pesar de la gran cantidad de exposiciones en las que participó, sólo se tiene constancia de la venta de una de sus obras durante el tiempo en que estuvo en activo:  “L’estudi (desnú) nombre 86”. Probablemente, se vendieron más. Aquello que se puede destacar es que durante los últimos años varias de sus pinturas se han subastado por cifras que llegan hasta los 2000 euros.
| OBRAS ENCONTRADAS                   |                                                        |
| ----------------------------------- | ------------------------------------------------------ |
| Título                              | Año de factura Y/o exposición                          |
| Recolectores de flores (15x65.4 cm) | 1916                                                   |
| Retrato de mi padre (110x85 cm)     | 1917 (Exposición Nacional de Bellas Artes)             |
| Estudio (desnudo)                   | 1918 (Exposición Nacional de Arte de Catalunya)        |
| Estudio (naturaleza muerta)         | 1918 (Exposición Nacional de Arte de Catalunya)        |
| Estudio A (desnudos)                | 1919 Exposición de Arte de Barcelona                   |
| Estudio B (busto de mujer rubia)    | 1919 Exposición de Arte de Barcelona                   |
| Estudio C (busto de mujer morena)   | 1919 Exposición de Arte de Barcelona                   |
| Retrato del pianista Alexandre Ribó | 1920 Exposición de Arte de Barcelona                   |
| Dues obres no identificades         | 1921 Exposición de Arte de Barcelona                   |
| Retrato de Lola Anglada             | 1922 Exposición de Arte de Barcelona                   |
| Paisaje (31.70x40.61 cm)            | 1941                                                   |
| Desnudo de mujer (89x116)           | 1944 Exposición Nacional de Bellas Artes de Barcelona. |
| Retrato de mujer                    | 1947                                                   |
| Muchacha                            | Data desconeguda                                       |
| Artist easel and shipping           | Data desconeguda                                       |